# Eva Joachimová
Eva Joachimová (* 29. března 1954 Praha) je terapeutka HAM YU, někdejší disidentka, jedna z poslední trojice mluvčích Charty 77.

## Životopis
Eva Joachimová se narodila jako Eva Rajkovičová 29. března 1954 v Praze do rodiny komunistů. Po srpnové okupaci roku 1968 se názorově rozešla s matkou. O několik měsíců později byla přímou svědkyní upálení Jana Palacha. V roce 1972 se vdala, přestěhovala se do Brna a narodila se jí první dcera. Po třech letech se přestěhovala zpět do Prahy.
Zde se seznámila s Danou Němcovou, u které i krátce bydlela, v únoru 1977 podepsala Chartu 77. Vdala se podruhé a narodila se jí druhá dcera. V této době navštěvovala bytové semináře, univerzity a divadla. Ve spolupráci s Danou Němcovou a Jiřím Hájkem se podílela na kolportáži zakázaných dokumentů, včetně zpráv Francouzské tiskové agentury. Potřetí se vdala a narodily se jí dvě děti. V roce 1988 vycestovala do Francie, kde se seznámila s čínským mistrem Li, v jehož učení byla následujících pět let. Kvůli disidentské činnosti byla pravidelně vyslýchána a v roce 1989 jí bylo ze strany státní moci vyhrožováno odebráním dětí. Po 17. listopadu 1989 byla členkou nezávislé komise pro vyšetřování událostí na Národní třídě a o těchto událostech napsala knihu Past.
V letech 1990–1994 pracovala jako zástupkyně starosty Prahy 1 a v roce 1992 se stala jednou ze tří posledních mluvčí Charty 77. Od roku 1995 se věnuje tajnému čí skému uční HAM YU a jako terapeutka klasické čínské medicíny. Je autorkou několika knih na toto téma, například Cesta bílého jeřába, Rakovina – země neznámá nebo Cesta bílého jeřába za poznáním času člověka.